# Cachy
Cachy település Franciaországban, Somme megyében. Lakosainak száma 285 fő (2022. január 1.). Cachy Domart-sur-la-Luce, Aubigny, Blangy-Tronville, Gentelles, Hangard és Villers-Bretonneux községekkel határos.

## Népesség
A település népességének változása:
| Lakosok száma | 273  | 273  | 278  | 282  | 281  | 280  | 279  | 275  | 285  |
|               | 2013 | 2015 | 2016 | 2017 | 2018 | 2019 | 2020 | 2021 | 2022 |